# Steromphala
Steromphala is een geslacht van weekdieren dat behoort tot de klasse der slakken (Gastropoda). De kleine zeeslakken maken deel uit van de familie Trochidae.

## Soorten
De volgende soorten zijn bij het geslacht ingedeeld:
- Steromphala adansonii (Payraudeau, 1826)
- Steromphala adriatica (Philippi, 1844)
- Steromphala albida (Gmelin, 1791)
- Steromphala biangulata (Eichwald, 1830) †
- Steromphala brevispira (Harmer, 1923) †
- Steromphala brocchii (Mayer in Cocconi, 1873) †
- Steromphala cineraria (Linnaeus, 1758)
- Steromphala cineroides (Wood, 1842) †
- Steromphala dertosulcata (Sacco, 1896) †
- Steromphala distefanoi (Crema, 1903) †
- Steromphala divaricata (Linnaeus, 1758)
- Steromphala insignis (Millet, 1854) †
- Steromphala leucophaea (Philippi, 1836)
- Steromphala milleti (Ceulemans, Van Dingenen & Landau, 2016) †
- Steromphala monodontoides (Millet, 1854) †
- Steromphala nebulosa (Philippi, 1849)
- Steromphala nivosa (A. Adams, 1853)
- Steromphala olympica (Garilli, Crisci & Messina, 2005) †
- Steromphala pennanti (Philippi, 1846)
- Steromphala perconica (Sacco, 1896) †
- Steromphala pliocenica (Greco, 1970) †
- Steromphala provosti (Ceulemans, Van Dingenen & Landau, 2016) †
- Steromphala racketti (Payraudeau, 1826)
- Steromphala rarilineata (Michaud, 1829)
- Steromphala simulans (De Stefani & Pantanelli, 1878) †
- Steromphala spratti (Forbes, 1844)
- Steromphala subcineraria (d'Orbigny, 1852) †
- Steromphala taurolaevis (Sacco, 1896) †
- Steromphala terrerossae (Spadini, 1986) †
- Steromphala tumida (Montagu, 1803)
- Steromphala umbilicalis (da Costa, 1778)
- Steromphala umbilicaris (Linnaeus, 1758)
- Steromphala varia (Linnaeus, 1758)
- Steromphala verae (Chirli, 2994) †

### Synoniemen
- Steromphala crimeana Anistratenko & Starobogatov, 1991 => Steromphala rarilineata (Michaud, 1829)